# Chiesa di Sant'Evasio (Pedrengo)
La chiesa della Sant'Evasio è il principale luogo di culto cattolico di Pedrengo in provincia e diocesi di Bergamo. Fa parte del vicariato di Scanzo-Seriate. La chiesa edificata nei primi anni del Novecento sostituì l'antica parrocchiale che verrebbe fatta risalire al X secolo e indicata come sede non solo religiosa ma anche antico luogo di riunione dei governati, dei vicini e dei mercanti.

## Storia
L'antica chiesa di Sant'Evasio sarebbe fatta risalire al 947: […]Basilice Sancti Evasii, in vico Petrig[…].
La prima citazione di una chiesa presente sul territorio di Pedrengo è inserita negli atti del sinodo diocesano voluto dal vescovo di Bergamo Giovanni da Scanzo nel 1304 che riporta la presenza di "Bondeus presbiter" a rappresentare la chiesa. Nuovamente indicata nel documento "nota ecclesiarum", elenco ordinato da Bernabò Visconti nel 1360, per definire i benefici e nominarne il titolare, delle chiese e dei monasteri bergamaschi e stabilirne i tributi e le decime da versare alla chiesa di Roma e alla famiglia Visconti di Milano. Dai fascicoli risulta che la chiesa aveva due benefici titolari e dipendente dalla pieve di Seriate.
Con l'istituzione dei vicariati foranei nel II sinodo diocesano del 1568 voluto dal vescovo Federico Corner, in ottemperanza delle disposizioni del primo sinodo provinciale del 1564, la chiesa continuò a essere inserita nella pieve di Seriate.
Il 17 settembre 1575 l'arcivescovo di Milano san Carlo Borromeo visitò la chiesa parrocchiale di Sant'Evasio. La relazione indica la presenza di quattro altari gestiti dalle scuole del Santissimo Sacramento, del Nome di Gesù, dei disciplini e della dottrina cristiana, e vi era il pio consorzio della Misericordia di Bergamo. Vi erano gli oratori di San Gerolamo "in loco Turris" e di San Rocco.
Nel 1659 fu il vescovo san Gregorio Barbarigo a visitare la parrocchia, la relazione indica la presenza della confraternita del Santissimo Sacramento del santo Rosario, di San Rocco, della dottrina cristiana e il pio consorzio della Misericordia. Il clero era retto da quattro sacerdoti di cui uno proveniente da Brescia e uno da Napoli. La parrocchia inserita nella vicaria di Seriate era retta da un solo sacerdote.
La chiesa fu inserita nel 1666 nel “Sommario delle chiese di Bergamo”, elenco redatto dal cancelliere della curia vescovile di Bergamo Giovanni Giacomo Marenzi. Nel documento è indicata come chiesa parrocchiale sotto l'invocazione di sant'Evasio e in prossimità molti luoghi di culto: l'oratorio di San Girolamo nella contrada Torre de' Roveri, San Cristoforo, Santa Maria nelle case del Palazzo, San Giovanni dei Boschi, la cappella nella contrada del Casale, e l'oratorio di San Marco nel cimitero. Vi erano le scuole del Santissimo Sacramento, del Santo Rosario, che gestivano i quattro altari. Vi erano inoltre un curato titolato e tre altri sacerdoti.
Il vescovo di Bergamo Giovanni Paolo Dolfin visitò la parrocchiale l'8 novembre 1780. Gli atti della visita indicano la presenza di quattro altari di cui quello maggiore gestito della scuola del Santissimo Sacramento, un secondo dalla confraternita del Santissima Vergine del Rosario, uno era intitolato ai santi Bernardino e Francesco e uno a san Giuseppe. Vi era un oratorio dedicato ai morti in prossimità. Il clero era retto da un solo parroco coadiuvato da un cappellano.
Nei primi anni del XX secolo l'antica chiesa non rispondeva più alle necessità della comunità che aveva avuto un grande incremento demografico con le nuove industrie. Fu decisa la costruzione di un nuovo edificio di culto su progetto di Antonio Piccinelli, e alla sua morte, sudisegno di Elia Fornoni. Nel 1903, durante i lavori di costruzione un lato della chiesa crollò. I lavori proseguirono e la chiesa fu aperta al culto nel 1914 con la benedizione. La consacrazione fu impartita dal vescovo Luigi Maria Marelli il 1º luglio 1919 con l'intitolazione a sant'Evasio. 
La facciata fu terminata nel 1935 con la posa delle statue opere dello scultore Cesare Augusto Archenti. Ulteriori finiture furono eseguite nel decennio successivo. Nella seconda parte del Novecento l'edificio fu oggetto di lavori di ammodernamento e mantenimento, con la posa degli impianti e l'altare comunitario in ottemperanza alle disposizioni del Concilio Vaticano II.
Con decreto del 27 maggio 1979 del vescovo Giulio Oggioni la chiesa fu inserita nel vicariato foraneo di Scanzo-Seriate.

## Descrizione

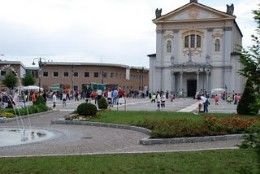
Sagrato con la facciata della chiesa

### Esterno
L'edificio di culto è preceduto dal sagrato con pavimentazione in ciottoli delimitato da paracarri e catene che si apre sul piazzale della Chiesa. La facciata intonacata è anticipata dal portico completo di quattro colonne che reggono l'architrave dove sono poste le statue del Cristo Re e di due angeli. Le colonne poggiano su alti basamenti e sono coronate da capitelli ionici. La facciata è ripartita da quattro lesene in muratura con basamenti e capitelli che reggono la cornice che divide la facciata su due ordini. Centrale in quello inferiore vi è l'ingresso principale con contorno sagomato. L'ordine superiore, sempre diviso in tre sezioni, presenta nella parte centrale una trifora atta a illuminare l'aula, con contorno sagomato, e lateralmente in due nicchie complete di timpano triangolare, con le statue dei santi Giuseppe e Evasio. Il frontone si conclude con il timpano triangolare dove è posta l'intitolazione della chiesa e coronato dalla croce ferrea centrale e due angeli posti lateralmente.
A lato della chiesa vi è il campanile in composto in pietra e terminante con la cella campanaria con una monofora per lato. 

### Interno
L'interno a pianta rettangolare e a navata unica con volta a botte, è diviso da lesene complete di zoccolatura e capitelli che reggono il cornicione, in sei campate. Il battistero è posto nella prima campata a sinistra e corrispondente a destra il dipinto della Sacra Famiglia di Carlo Ceresa. La seconda campata a sinistra vi è il dipinto Madonna con i santi Sebastiano e Rocco opera di Giacomo Anselmi, corrispondente a destra quella della Crocifissione con il dipinto di Gian Paolo Cavagna. La terza è dedicata all'altare della Madonna Addolorata sul lato sinistro e a destra vi è il dipinto della Vergine col Bambino e i santi Caterina D'Alessandria, vescovo e san Vincenzo Ferrari. Gli ingressi laterali sono posti nella quarta campata. L'altare della Madonna del santo Rosario è posto a sinistra della quinta e corrispondente l'altare del Sacro Cuore di Gesù. L'ultima è dedicata a sinistra all'altare di san Giuseppe e corrispondente al santo titolare.
La lavata prosegue con le due aperture laterali, una conduce ali locali della sagrestia e l'altra alla cappella della Madonna Immacolata. La zona del presbiterio è anticipata dall'arco trionfale con a financo le nicchie dove sono poste le statue dei santi, ed è rialzata da quattro gradini. La parte a piante rettangolare termina con il coro absidato completo del coro ligneo e coperto da catino.